# Кэт (парусное вооружение)

Кэт

Кэт — тип косого парусного вооружения, при котором судно (обычно яхта) имеет только один парус, установленный на само́й мачте. Мачта у кэта сильно смещена в нос. Обычно стоячий такелаж при вооружении «кэт» отсутствует. Парус может быть жёстким — в виде крыла.
Кэт — древнейшее, простейшее и очень эффективное вооружение. Когда работе грота не мешают другие паруса, он дает необычайно высокую тягу на единицу площади. Кроме того, кэт очень прост в управлении.
В прошлом кэт имел ограниченное распространение в Европе, но зато был очень популярен в США и Канаде. Здесь им вооружались в основном швертботы, причем исключительно широкие. Американский кэт 30-футовой длины имел ширину, равную 12 футам. В наше время это вооружение также применяется, как правило, на швертботах, хотя иногда им оснащают и небольшие килевые яхты.
Центровка гафельного кэта никаких проблем не вызывала, так как центр паруса находился близко к центру бокового сопротивления подводной части корпуса. У бермудского кэта центровка обеспечивается наклоном мачты в корму, а у современных легких швертботов — еще и изгибом мачты.
Недостаток классических гафельного и бермудского кэтов — увеличенное сопротивление воды движению на полных курсах из-за несимметричного расположения грота.
Примеры современных типов яхт с вооружением «кэт» — Лазер, Финн, ОК Динги и Оптимист, в последнем случае кэт является шпринтовым, в остальных — бермудским.